# 青山華歩
青山 華歩（あおやま かほ、1987年5月1日 - ）は、日本の元女優。旧芸名：山本 真代（やまもと まよ）。兵庫県神戸市出身。

## 来歴
山本名義での活動当時はスペースクラフトに所属していたが、2008年10月にスパイスへ移籍。同時に芸名も青山 華歩へ改めた。
2009年、劇団TEAM-ODACに正式メンバーとして入団（2009年10月1日、ブログで報告）。
2010年6月27日に結婚し、芸能界を引退（2010年6月30日、ブログで報告）。

## 出演

### テレビドラマ
- あっとほーむ（2000年、TBS）
- 万引きGメン・二階堂雪 7「逃亡」（2001年10月8日、TBS）
- カードGメン・小早川茜 4「調査員は二度だまされる」（2002年3月4日、TBS）
- わかば（NHK）
- MAGISTER NEGI MAGI 魔法先生ネギま!（2007年10月、テレビ東京） - 明石裕奈 役

### テレビ番組
- 行列のできる法律相談所 高校生スペシャル（日本テレビ）
- にこいち 〜スーパースター友情列伝〜（朝日放送）

### 舞台
- 劇団TEAM-ODAC第7回本公演 『Happen Jokers』（2009年6月24日 - 28日）
- 劇団TEAM-ODAC五周年記念公演 『ダルマ』（2009年11月25日 - 29日）
- 超新星オカシネマ公演 『どん底2009』（2009年12月28日 - 30日）

### CM
- ロート製薬
- 京都きものプラザ
- エリッツ

### 雑誌
- 少年マガジン[どれ?]
- 東京ウォーカー（KADOKAWA）
- TOKYO★1週間（講談社）
- 美的（小学館）
- くるまにあ（マガジンボックス）